# 超凡樂團
超凡樂團（直译：「神童」），是英国倫敦的電子舞曲樂團，1990年由連恩·豪利特成立於雅息士郡布倫特里。它和流線胖小子、化學兄弟並稱，被公認是大节拍音樂的革命先鋒，1990年代和2000年代成為主流。超凡樂團在全球已擁有超過2千5百萬的唱片銷售量。

## 音乐作品
录音室专辑
- 《强力体验》Experience (1992年)
- 《献给被遗弃世代的音乐》Music for the Jilted Generation (1994年)
- 《天地精华》The Fat of the Land (1997年)
- Always Outnumbered, Never Outgunned（英语：Always Outnumbered, Never Outgunned） (2004年)
- Invaders Must Die（英语：Invaders Must Die） (2009年)
- The Day Is My Enemy（英语：The Day Is My Enemy） (2015年)
- No Tourists（英语：No Tourists） (2018年)